# Amylosporus daedaliformis
Amylosporus daedaliformis är en svampart som beskrevs av G.Y. Zheng & Z.S. Bi 1987. Amylosporus daedaliformis ingår i släktet Amylosporus och familjen Bondarzewiaceae.   Inga underarter finns listade i Catalogue of Life.